# دونالد أو. ألدريدج
دونالد أو. ألدريدج (بالإنجليزية: Donald O. Aldridge)‏ هو ضابط أمريكي، ولد في 22 يوليو 1932 في سولو ‏ في الولايات المتحدة.